# Преки
Пре́ки (англ. Preki; полное имя — Пре́драг Радоса́влевич (серб. Предраг Радосављевић); род. 24 июня 1963, Белград) — американский футболист и футбольный тренер сербского происхождения. Выступал на позиции полузащитника. Известен по выступлениям за «Канзас-Сити Уизардз» и национальную сборную США. Участник чемпионата мира 1998.

## Клубная карьера

### Ранняя карьера
Преки воспитанник команды «Чукарички», в 1982 году подписал контракт с «Црвеной звездой». Летом 1985 года тренер футзального клуба «Тахома Старс» заметил Предрага на турнире в Белграде и предложил ему контракт. Преки переехал в США, где пять сезонов выступал за новую команду. Летом 1989 года он подал документы на получение американского гражданства, а также принял решение вернуться в большой футбол, чтобы получить шанс проявить себя на международном уровне. Сезон 1990 года Преки провел в шведском «Расслатсе». В августе того же года он перешёл в футзальный «Сент-Луис Сторм». В 1992 году он перешёл в английский «Эвертон». Сумма трансфера составила 100 тыс. фунтов. В Англии Преки был футболистом резерва и в основном выходил на замену, поэтому в 1994 году он вернулся в США, став игроком футзального «Сан-Хосе Гризлис». Вторая попытка закрепиться на туманном Альбионе была предпринята Предрагом летом того же года. Он перешёл в «Портсмут», но как и в первый раз Преки быстро вернулся в США.

### Карьера в MLS
В 1996 году с образованием MLS, Преки подписал контракт с лигой и вскоре стал футболистом клуба «Канзас-Сити Уизардз». Предраг быстро стал лидером команды. В 2000 году он помог клубу выиграть Кубок MLS. Также он является единственным футболистом дважды был признанным Самым ценным футболистом MLS. В 2001 году Преки перешёл в «Майами Фьюжн» и в своем единственном сезоне за клуб помог ему выиграть MLS Supporters’ Shield. В том же году он вернулся в «Канзас-Сити Уизардз» с которым выиграл Кубок Ламара Ханта. В 2005 году Преки завершил карьеру в возрасте 42 лет, забив в своем последнем матче гол.

## Карьера в сборной
В 3 ноября 1996 года в матче против сборной Гватемалы Преки дебютировал за сборную США. В 1998 году он принял участие в Золотом кубке КОНКАКАФ. На турнире Предраг был основным футболистом и сыграл во всех четырёх матча против сборных Кубы, Мексики, а в поединках против Коста-Рики и Бразилии забил победные мячи. Он помог национальной команде завоевать серебряные медали. В том же году Предраг попал в заявку на участие в чемпионате мира в Франции. На турнире он принял участие в поединках против сборных Ирана и Югославии.
За сборную Преки сыграл 28 матчей и забил 3 гола.

## Достижения

### Командные
«Црвена Звезда»
- Чемпион Югославии: 1983/84
- Обладатель Кубка Югославии: 1984/85

«Канзас-Сити Уизардз»
- Обладатель Кубка MLS: 2000
- Обладатель MLS Supporters’ Shield: 2000
- Обладатель Кубка Ламара Ханта: 2004

«Майами Фьюжн»
- Обладатель MLS Supporters’ Shield: 2001

Сборная США
- Финалист Золотого кубка КОНКАКАФ: 1998

### Личные
- Самый ценный игрок Major Indoor Soccer League: 1989
- Самый ценный игрок MLS (2): 1997, 2003

### Тренерские
«Торонто»
- Чемпион Канады: 2010